# Sint Pieters Museum
Het Sint Pieters Museum op de Lichtenberg was een heemkunde museum gelegen op de Sint-Pietersberg in de Limburgse hoofdstad Maastricht. Op 4 november 2018 sloot het museum zijn deuren.
Het museum was een initiatief van de in 1991 opgerichte Stichting Oud Sint Pieter, die zich ten doel stelt de geschiedenis van de Maastrichtse wijk Sint Pieter (tot 1920 een zelfstandige gemeente) te onderzoeken en te behouden. Het museum was gesitueerd in een van de gebouwen van de boerderij bij Kasteelruïne Lichtenberg. De collectie was verspreid over twee vleugels van de boerderij en bevatte informatie over de geschiedenis en de natuur rondom de Sint-Pietersberg. Items in de collectie varieerden van een bronzen zwaard uit 900 vr Christus tot attributen van een lokale champignonkweker. Een ander item was de pet van de vader van Greetje Blanckers, de laatste grotbewoonster van Nederland.
In december 2019 werd de collectie van het museum overgedragen aan Vereniging Natuurmonumenten. De Stichting Oud Sint Pieter zelf is niet opgehouden te bestaan en daarna zich blijven inzetten voor het vastleggen en behouden van de geschiedenis van Sint Pieter en de Sint-Pietersberg.